# Das Personenlexikon zum Dritten Reich

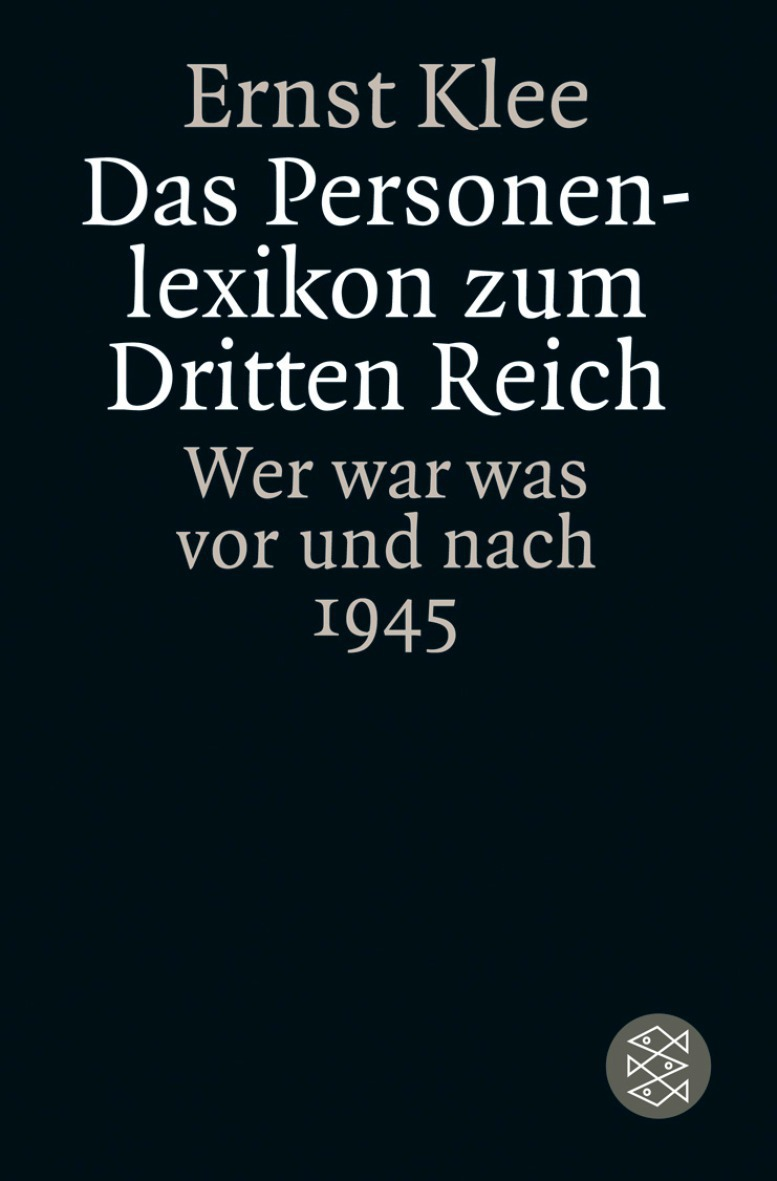
Das Personenlexikon zum Dritten Reich (2005)

Das Personenlexikon zum Dritten Reich von Ernst Klee, Untertitel Wer war was vor und nach 1945, ist ein in mehreren Auflagen und Verlagen erschienenes Lexikon zur „gesellschaftlichen Elite“ aus der Zeit des Nationalsozialismus. Es erschien erstmals 2003.

## Inhalt
Der Autor Ernst Klee informiert mit rund „4300 Artikeln ausführlich über die wichtigsten Personen aus Justiz, Kirchen, Wohlfahrtseinrichtungen, Kultur, Wirtschaft, Publizistik, Wissenschaft, Medizin, Polizei, Wehrmacht sowie über tragende Personen aus NSDAP, SA und SS.“ Darüber hinaus werden deren Karrieren nach 1945 dargestellt, „soweit diese ausfindig zu machen waren.“
Im Vorwort zum Ergebnis seiner knapp 25 Jahre andauernden Recherchen schrieb Ernst Klee:

„Die üblichen Lexika sparen NS-Funktionen aus. Oder beenden Lebensläufe 1933, um sie 1945 neu zu beginnen. In dieser Lexikon-Welt gibt es keine Nazis, schon gar nicht im Wissenschaftsbereich. Tausende von Biographien wurden gefälscht …

Der Weg zur historischen Wahrheit führt durch die Archive. Wer Dokumente aus der NS-Zeit verstehen will, muß jedoch berücksichtigen, daß sich die Täter einer Tarnsprache bedienten. »Sicherung« von Kunst bedeutet Kunstraub. »Das Kind kann behandelt« werden heißt in der Sprache der Berliner »Euthanasie«-Zentrale: Es soll getötet werden. »Vorbeugung« heißt in der Sprache von Polizei und SS: Menschen werden vorbeugend ins KZ verschleppt. Unter »Partisanenbekämpfung« haben wir die Vernichtung der Zivilbevölkerung zu verstehen, Frauen und Kinder eingeschlossen. Massenmord wird umschrieben als »Aussiedeln«, »Absiedeln«, »Umsiedeln« oder als »Evakuierung«.“

Stellvertretend für die Tarnsprache der Täter führte Ernst Klee im Vorwort zu seinem Lexikon ein Zitat aus 1941 von SS-Obersturmbannführer Arthur Liebehenschel auf:

„In den Vorschlagslisten für die Verleihung der Kriegsverdienstkreuze an SS-Angehörige, die an Exekutionen beteiligt waren, ist unter Begründung einzutragen: ›Durchführung von kriegswichtigen Sonderaufgaben‹. Das Wort Exekution darf auf keinen Fall verwendet werden.“

Aus den Karrieren der Täter in der Bundesrepublik Deutschland ermittelte Klee beispielsweise sechs ehemalige SS-Führer, die nach 1945 Leiter eines Landeskriminalamtes wurden. Oder über den ehemaligen „Sonderrichter“ der Nationalsozialisten, Eduard Dreher, der als Ministerialrat im Bundesministerium der Justiz noch 1968 für einen Absatz im Strafgesetzbuch sorgte, „der alle Schreibtischmörder (zum Beispiel Spitzenbeamte des Reichssicherheitshauptamtes) außer Verfolgung setzte“ und als Verjährungsskandal bekannt wurde.
„Alle Nachschlagewerke enthalten auch Fehler“, schrieb Ernst Klee auch zu seinem Lexikon, zumal in Dokumenten der Justiz teilweise etwa Geburtsdaten von Aussage zu Aussage wechselten oder Namen falsch geschrieben wurden, oder am Massenmord Beteiligte sich bei Kriegsende echte Pässe mit neuen Namen ausstellen ließen.
Das Lexikon enthält im Anhang eine Liste der SS-Dienstränge, ein „Begriffslexikon“, Hinweise auf weiterführende Literatur oder Verweise auf die jeweilige Quelle.

## Rezeption
Der Medizinhistoriker Robert Jütte reiht in seiner bilanzierenden Darstellung Medizin und Nationalsozialismus das Buch von Klee in die Gruppe von sechs lexikalischen Werken, die über sozialpolitische und medizinische Funktionseliten im 20. Jahrhundert informieren. Neben vier mehr wissenschaftlich ausgerichteten Büchern führt Jütte neben Klees Buch über die Karrieren deutscher Ärzte vor und nach 1945 das Personenlexikon von Ernst Klee auf: „Die mehr als 4.300 Einträge liefern Auskunft über zahlreiche Mediziner. Neben den Lebensdaten enthalten sie unter anderem Informationen zu Berufsweg, Funktionen in nationalsozialistischen Organisationen sowie kurze Auszüge aus Veröffentlichungen und dienstlichen Beurteilungen.“ Er macht jedoch die Einschränkung, Klees Materialsammlung sei „mit einiger Vorsicht zu benutzen, da die Artikel oftmals (nahezu unverändert) aus anderen Zusammenstellungen kompiliert wurden, in der historischen Einordnung nicht selten schief, im Informationsgehalt oft unbefriedigend und bisweilen auch tendenziös.“
Der Romanist Frank-Rutger Hausmann, der eine Vielzahl von Publikationen zur Geschichte der Geisteswissenschaften im Dritten Reich vorgelegt hat, kritisiert die „eher zufällige“ Auswahl der in das Lexikon aufgenommenen Personen, den Mangel an Objektivität und Klees plakative „Schwarz-Weiß-Malerei“, die in vielen Fällen nicht „dem Stand der Forschung“ entspreche. Wie Jütte empfiehlt er, „das Personenlexikon nur mit Vorsicht zu benutzen.“
Der Publizist und Literaturwissenschaftler Willi Jasper sieht in der Zeit Klees Sammlung von Kurzbiographien als „enorme Fleißarbeit“ und vom Verlag zu Recht als „Standardwerk“ eingeordnet. Die herausragende Leistung Klees bestehe darin, „nicht nur über Nazi-Karrieren zu informieren, sondern auch darüber, wie sie vor 1933 anfingen und nach 1945 weitergingen“. Wünschenswert wäre ihm zufolge eine „ausführlichere Begründung der Systematik und Begrifflichkeit“.
Der Zeithistoriker Bernd-A. Rusinek schreibt in seiner Besprechung für das geschichtswissenschaftliche Portal H-Soz-Kult, das Werk basiere neben der angegebenen Literatur quellenmäßig in erster Linie auf Justizakten. Weiterhin seien, was den Wissenschaftsbereich betrifft, die Forschungsakten der Deutschen Forschungsgemeinschaft (DFG) eine Hauptquelle. Klees Buch enthalte auch Mängel in Details. In seiner Gesamtwürdigung kommt Rusinek zu dem Schluss: „Wir haben mit Ernst Klees ‚Personenlexikon zum Dritten Reich‘ ein Nachschlagewerk vor uns, dessen Verdienste die genannten Mängel bei weitem übersteigen […]. Von sämtlichen Personen sind die Lebensdaten genauestens ermittelt. Dadurch wird HistorikerInnen die Recherche erleichtert oder im Fall der Bestände des ehemaligen Berlin Document Center erst ermöglicht – sofern sie noch in die Archive gehen.“

## Ergänzungswerke
Der Autor verwertete sein umfangreiches Recherchematerial noch für drei ergänzende eigene Werke:
- Das Kulturlexikon zum Dritten Reich. Wer war was vor und nach 1945. Vollständig überarbeitete Ausgabe, Fischer-Taschenbuch-Verlag, Frankfurt am Main 2009, ISBN 978-3-596-17153-8 (mit 3600 Einträgen).[9]
- Auschwitz. Täter, Gehilfen, Opfer und was aus ihnen wurde. Ein Personenlexikon. Fischer, Frankfurt am Main 2013, ISBN 978-3-10-039333-3 (E-Book: ISBN 978-3-10-402813-2).
- Deutsche Medizin im Dritten Reich. Karrieren vor und nach 1945.[10] Fischer, Frankfurt am Main 2001, ISBN 3-10-039310-4.

## Bibliographische Angaben
- Ernst Klee: Das Personenlexikon zum Dritten Reich. Fischer-Taschenbuch-Verlag, Frankfurt am Main 2003 (Erstausgabe), ISBN 3-10-039309-0, aktualisierte Auflage 2005, ISBN 3-596-16048-0, 2. Auflage 2007, ISBN 978-3-596-16048-8; Lizenzausgabe: Akzente, Koblenz 2008, ISBN 978-3-9811483-4-3.  Lizenzausgabe Wissenschaftliche Buchgesellschaft, 2003.

## Rezensionen
- Jan Süselbeck: Blick hinter die Kulissen. Ernst Klees Kultur- und Personenlexika zur Frage „Wer war was vor und nach 1945“ gehören in jedes Bücherregal. Auf literaturkritik.de, „Nr. 8, August 2007“, zuletzt abgerufen am 5. Februar 2013.
- Bernd-A. Rusinek: Rezension zu: Ernst Klee: Das Personenlexikon zum Dritten Reich. Wer war was vor und nach 1945?, Frankfurt am Main 2003, in: H-Soz-u-Kult (Clio-online-Historisches Fachinformationssystem e. V.) vom 20. November 2003, online auf der Seite hsozkult.geschichte.hu-berlin.de der Humboldt-Universität zu Berlin, zuletzt abgerufen am 5. Februar 2013.
- Winfried Süß in: Historische Zeitschrift. Band 282, 2006, S. 245–247.